# Formido
Formido (sutantivo femenino en latín) es el nombre que recibe la personificación del miedo en la mitología romana. Formido significa «terror, miedo, horror, espanto». Solo es mencionada por Higino. Formido viene de la raíz formidāre, que ha dado en español la voz «formidar» (ya en desuso), que significa ‘temer’ o ‘recelar’.
«De Venus y de Marte [nacieron]: Harmonía y Terror (Formido)». 
Higino basa su proemio en una lista genealógica de dioses romanos con una interpretario graeca. En la mitología griega se dice que de la unión entre Ares y Afrodita nacieron Fobos, Deimos y Harmonía, por lo que Higino tan solo está adaptando a Deimos y Fobos (que en griego son unos teónimos masculino) al latín, como una sola deidad femenina. 
Los autores latinos usan Horror, Metus, Formido, Pavor, Terror y Timor, para referirse a las personificaciones del miedo, terror u horror. Fobos y Deimos, o el «Temor» y el «Terror», son traducidos como Pavor (Fobos) y Terror (Deimos) o Terror (Deimos) y Metus (Fobos).